# Ébauchoir
 (mai 2016).
Si vous disposez d'ouvrages ou d'articles de référence ou si vous connaissez des sites web de qualité traitant du thème abordé ici, merci de compléter l'article en donnant les références utiles à sa vérifiabilité et en les liant à la section « Notes et références ».
Un ébauchoir (appelé aussi ciseau droit) est un outil de charpentier qui sert à ébaucher. Il ressemble à un ciseau à bois sans manche droit ou coudé, généralement tout en métal, servant à ébaucher les mortaises ou à sculpter.
Le fait que le manche soit en métal (au lieu de bois pour les ciseaux de menuisier) permet de frapper avec une massette, donc plus fort, et donc de creuser plus rapidement les mortaises de charpente, plus grandes et profondes qu'en menuiserie.